# Zaitoune
Zaitoune (franska: Zaitoune (CR), Zaitoune (Commune Rurale), arabiska: السحتريين) är en kommun i Marocko.   Den ligger i provinsen Tétouan och regionen Tanger-Tétouan-Al Hoceïma, i den norra delen av landet, 210 km nordost om huvudstaden Rabat. Antalet invånare är 8 481.